# Mike Edmonds
Mike Edmonds (Engeland, 13 januari 1944) is een Brits acteur die lijdt aan Achondroplasie (dwerggroei).

## Biografie
Edmonds is bij het grote publiek bekend door zijn vele optredens in films en tv-series. Hij speelde o.a. een rol in Maid Marian and her Merry Men,  Star Wars: Episode VI: Return of the Jedi en Who Framed Roger Rabbit. In Vlaanderen en Nederland speelde hij mee in de Studio 100 musical Sneeuwwitje, waarin hij een van de zeven dwergen gestalte gaf.

## Filmografie
| Jaar | Film                                                                | Rol                          | Opmerking                              |
| ---- | ------------------------------------------------------------------- | ---------------------------- | -------------------------------------- |
| 1979 | Black Jack                                                          | Soldaat in Tom Thumb's leger |                                        |
| 1980 | Flash Gordon                                                        | Dwerg                        |                                        |
| 1981 | Time Bandits                                                        | Og                           |                                        |
| 1983 | Star Wars: Episode VI: Return of the Jedi                           | Ewok Logray                  | Ook een van de poppenspelers van Jabba |
| 1984 | Sword of the Valiant: The Legend of Sir Gawain and the Green Knight | Kleine man                   |                                        |
| 1985 | Legend                                                              | Tic                          |                                        |
| 1987 | Snow White                                                          | Biddy                        |                                        |
| 1988 | Salome's Last Dance                                                 | 1e Jood                      |                                        |
| 1988 | Who Framed Roger Rabbit                                             | Stretch                      |                                        |
| 2001 | Harry Potter en de Steen der Wijzen                                 | Kobold                       |                                        |
| 2011 | Harry Potter en de Relieken van de Dood deel 2                      | Bogrod                       | Kobold                                 |

## Televisie
| Jaar        | Serie                         | Rol                  | Opmerking                                                 |
| ----------- | ----------------------------- | -------------------- | --------------------------------------------------------- |
| 1981 1982   | The Goodies                   | Dier Dwerg           | Aflevering "Animals are people tot" Special: Snow White 2 |
| 1982        | I Remember Nelson             | Portret verkoper     | Aflevering "Love"                                         |
| 1983        | Philip Marlowe, Private Eye   | Krantenjongen        | Aflevering "The King in Yellow"                           |
| 1984        | They Came from Somewhere Else | Dwerg                |                                                           |
| 1986        | Treasures of the Mindlord     | To-lor               |                                                           |
| 1986        | Lost Empires                  | Barney               |                                                           |
| 1986        | Dodger, Bonzo and the Rest    | Kabouter             |                                                           |
| 1989 - 1994 | Maid Marian and her Merry Men | Little Ron           |                                                           |
| 1990        | The Silver Chair              | 2e uil               |                                                           |
| 2000        | The 10th Kingdom              | Dwerg-bibliothecaris |                                                           |
| 2001        | Fun at the Funeral Parlour    | Pablo                | Aflevering "The Jaws of Doom"                             |
| 2009        | Starhyke                      | Logan                | Aflevering "Lucy in the Sky"                              |

## Theater / Musical
| Jaar | Productie   | Producent  | Rol   |
| ---- | ----------- | ---------- | ----- |
| 1998 | Sneeuwwitje | Studio 100 | Dwerg |
| 2001 | Sneeuwwitje | Studio 100 | Dwerg |
| 2005 | Sneeuwwitje | Studio 100 | Dwerg |